# Drosophila nigella
Drosophila nigella este o specie de muște din genul Drosophila, familia Drosophilidae, descrisă de Hardy în anul 1965. Conform Catalogue of Life specia Drosophila nigella nu are subspecii cunoscute.